# Boing Boing
Boing Boing (in origine bOING bOING) è una pubblicazione iniziata  come rivista cartacea e in seguito divenuta un blog in Internet. Secondo Technorati è il sesto tra i blog più visitati al mondo.

## Storia
Boing Boing nacque nel 1988, pubblicato dapprima come rivista cartacea fondata da Mark Frauenfelder e Carla Sinclair. Nonostante il buon riscontro che la rivista ebbe sulla scena cyberpunk e le buone vendite in rapporto al settore di riferimento, la rivista fu chiusa dopo appena un numero per via del fallimento del suo editore.
Frauenfelder, già autore della rivista Wired, decise di riavviare nel 1995 Boing Boing, ma stavolta in forma di pagina web. Nel gennaio 2000 il sito fu trasformato in un blog, e a Fraunfelder si aggiunsero altri autori che avevano collaborato con lui in Wired. Fra questi, Cory Doctorow, David Pescovitz e Xeni Jardin. Oltre ai contributi del gruppo fisso di blogger, su Boing Boing collaborano occasionalmente anche autori provenienti da altre testate.
La popolarità del blog Boing Boing aumenta enormemente, facendolo diventare uno dei blog più frequentati al mondo grazie a circa tre milioni di visitatori unici al mese e 600.000 iscritti. Nel 2004 e nel 2005 ha vinto il riconoscimento Blog Award come "Miglior Blog americano" e "Miglior gruppo di blogger", e nel 2006 d è stato candidato ai Webby Awards.
Nell'agosto 2007 il blog è stato ampliato, affiancandogli Boing Boing Gadgets, blog dedicato all'elettronica di consumo, curato da Joel Johnson, precedente editore di Gizmodo. A ottobre 2007 viene introdotto anche Boing Boing TV.
Il contenuto del blog è sotto licenza Creative Commons.